# Vítězslava Kaprálová

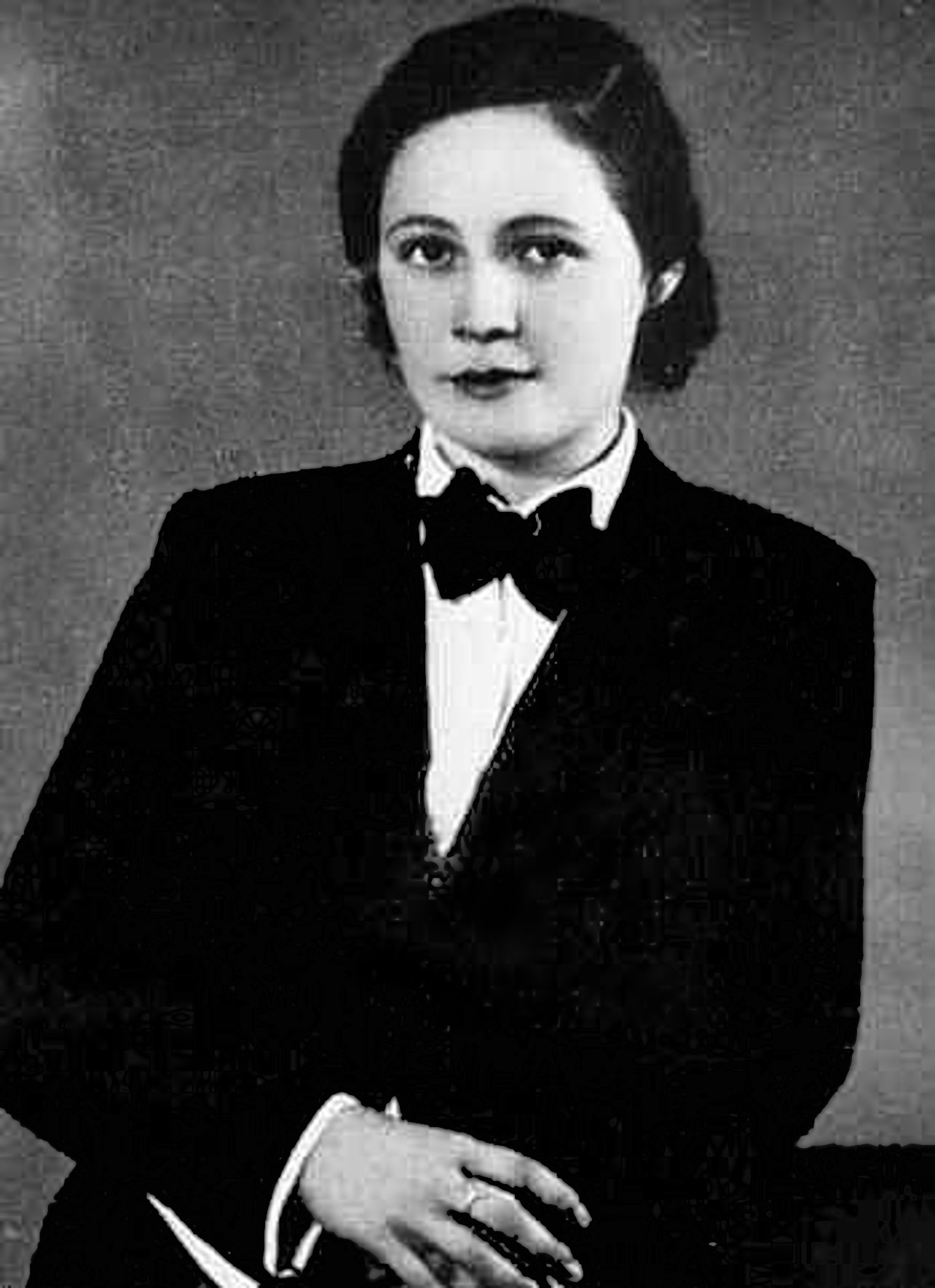
Vítězslava Kaprálová

Vítězslava Kaprálová (* 24. Januar 1915 in Brünn; † 16. Juni 1940 in Montpellier) war eine tschechische Komponistin und Dirigentin.

## Leben
Die Tochter von Václav Kaprál studierte von 1930 bis 1935 in Brünn Komposition bei Vilém Petrželka und Dirigieren bei Zdeněk Chalabala. Sie setzte ihre Ausbildung am Prager Konservatorium bei Vítězslav Novák (Komposition) und Václav Talich (Dirigieren) fort und ging 1937 nach Paris, wo sie sie an der École normale de musique de Paris fortsetzte und Schülerin von Bohuslav Martinů und Charles Munch war.
1937 entstand ihre Militärsinfonietta, deren Uraufführung sie dirigierte und für die sie mit dem Smetanapreis ausgezeichnet wurde. Mit dem BBC Symphony Orchestra eröffnete sie 1938 das Festival der International Society for Contemporary Music mit diesem Werk.

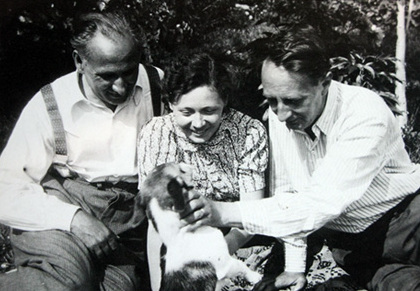
Václav Kaprál, Vítězslava Kaprálová und Bohuslav Martinů

Nach der Okkupation der Tschechoslowakei 1939 beschloss Kaprálová, in Paris im Exil zu bleiben. 1940 heiratete sie den Schriftsteller Jiří Mucha. Vor der drohenden Besetzung von Paris wurde sie, bereits erkrankt, nach Montpellier evakuiert, wo sie verstarb. Über die Todesursache wird kontrovers diskutiert. Sie liegt auf dem Brünner Zentralfriedhof begraben.
Trotz ihres kurzen Lebens hinterließ Kaprálová etwa fünfzig Werke. Zu ihren Lebzeiten wurde ihr Werk von dem Komponisten Bohuslav Martinů, dem Dirigenten Rafael Kubelík und dem Pianisten Rudolf Firkušný gefördert. Nach dem Zweiten Weltkrieg geriet es weitgehend in Vergessenheit. Erst seit den 1990er Jahren werden ihre Kompositionen wieder aufgeführt.

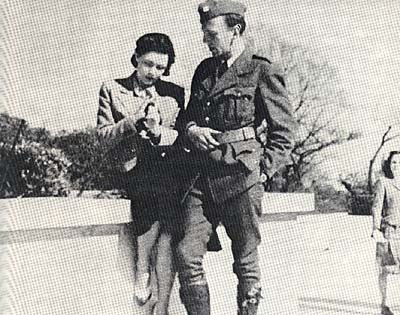
Vítězslava Kaprálová und Jiří Mucha

Neben ihrer kompositorischen Tätigkeit war sie auch als Dirigentin tätig: Sie war die erste weibliche Dirigentin der Tschechischen Philharmonie und dirigierte unter anderem auch das BBC Symphony Orchestra.

## Werke
- Z mojich nejranějších skladeb (Einige meiner allerersten Kompositionen) für Klavier, (1924–28)
- Matičce (An die Mutter) für Kinderchor (Text von Jan Neruda), (1928)
- Skicář (Ein Skizzenbuch) für Klavier (1929–33)
- První práce ze školy (Kompositionen des ersten Schuljahres) für Klavier (1930–32)
- Pět klavírních skladeb (Fünf Kompositionen für Klavier), (1931–32)
- Smuteční pochod (Trauermarsch) für Klavier, (1932)
- Legenda (Legende) für Violine und Klavier, (1932)
- Burleska (Burleske) für Violine und Klavier, (1932)
- Dvě písně (Zwei Lieder) für eine Singstimme und Klavier, (1932)
- Jiskry z popele (Glühende Asche) für eine Singstimme und Klavier, (1932–33)
- Leden (Januar) für eine Singstimme und Quintett, (1933)
- Sonata appassionata für Klavier, (1933)
- Koncert pro klavír a orchestr d moll, (1934–35)
- Dvě kytičky (Zwei Blumenbouquets), Klavierminiaturen, (1935) (Certosa Verlag)
- Suite en miniature für Kammerorchester, (1935)
- Smyčcový kvartet (Streichquartett), (1935–36)
- Groteskní passacaglia für Klavier, (1935)
- Tři klavírní kusy (Drei Stücke für Klavier), (1935)
- Jablko s klína (Ein Apfel aus der Schürze fallend) für eine Singstimme und Klavier, (1934–36)
- Jaro na polonině (Frühling auf den Wiesen), Miniatur für Klavier, (1936)
- Písnička (Ein kleines Lied) für Klavier, (1936)
- Vojenská symfonieta (Militärsinfonietta) für Sinfonieorchester, (1936–37)
- Navždy (Für Immer) für eine Singstimme und Klavier, (1936–37)
- Ostinato fox für Klavier, (1937)
- Tři klavírní skladbičky pro děti (Drei Klavierstücke für Kinder), (1937)
- Dubnová preludia (April Preludes) für Klavier, (1937)
- Sbohem a šáteček (Winkend Abschied nehmen) für eine Singstimme und Klavier, (1937) (1938 Orchesterfassung)
- Koleda (Weihnachtslied) für eine Singstimme und Klavier, (1937)
- Vánoční přání (Weihnachtswunsch), Klavierminiaturen, (1937)
- Ilena, Ballade für Soli, gemischten Chor, Orchester und Rezitator, (1937–38)
- Trio für Oboe, Klarinette und Fagott, (1937–38)
- Variace na zvony kostela St-Etienne du Mont (Variations sur le Carillon de l'Eglise St-Etienne du Mont) für Klavier, (1938)
- Vezdicka, Potpolis, zwei Frauenchöre, (1937)
- Hymna dobrovolných sester Čs. červeného kříže (Hymne der freiwilligen Krankenschwestern des tschechoslowakischen Roten Kreuzes) für zwei Singstimmen und Klavier, (1938)
- Vteřiny (Sekunden) für eine Singstimme und Klavier, (1936–39)
- Suita rustica für Sinfonieorchester, (1938)
- Elegie für Violine und Klavier. (1939)
- Karlu Čapkovi (Für Karel Čapek). Melodram für Violine und Klavier. Rezitation, Violine und Klavier, Text von Vítězslav Nezval, (1939)
- Sonatina für Violine und Klavier, 1939
- V zemi české (In Böhmischen Landen) für eine Singstimme und Klavier, (1939)
- Píseň dělníků páně (Lied der Arbeiter Gottes) für eine Singstimme und Klavier, (1939)
- Partita für Klavier und Streichorchester, (1938–39)
- Concertino für Violine, Klarinette und Orchester, (1939)
- Zpíváno do dálky (In die Ferne gesungen) für eine Singstimme und Klavier, (1939)
- Vánoční preludium (Prélude de Noël) für Kammerorchester, (1939)
- Vánoční koleda (Weihnachtslied) für eine Singstimme und Klavier, (1939)
- Dva tance (Zwei Tänze) für Klavier, (1940)
- Slavnostní fanfára (Festliche Fanfare. Eine Miniatur für Klavier), (1940)
- Povídky malé flétny (Kurzgeschichte) für Kleine Flöte. Querflöte und Klavier, (1940)
- Vojenský pochod (Militärmarsch) für Kammerorchester, (1940)
- Scénická hudba (Bühnenmusik), Film-, Radio- und Theatermusik, (1939–1940)
- Dopis (Brief) für eine Singstimme und Klavier, (1940)
- Dva ritornely pro violoncello a klavír (Deux ritournelles pour violoncelle et piano), (1940)

## Diskographie
- Duo Anna Fortova, Kathrin Schmidlin: CD „Frauenstimmen“ („Ritornell op. 25 für Violoncello und Klavier“) CD-Vorstellung auf Claves